# Bujak (Tatry)

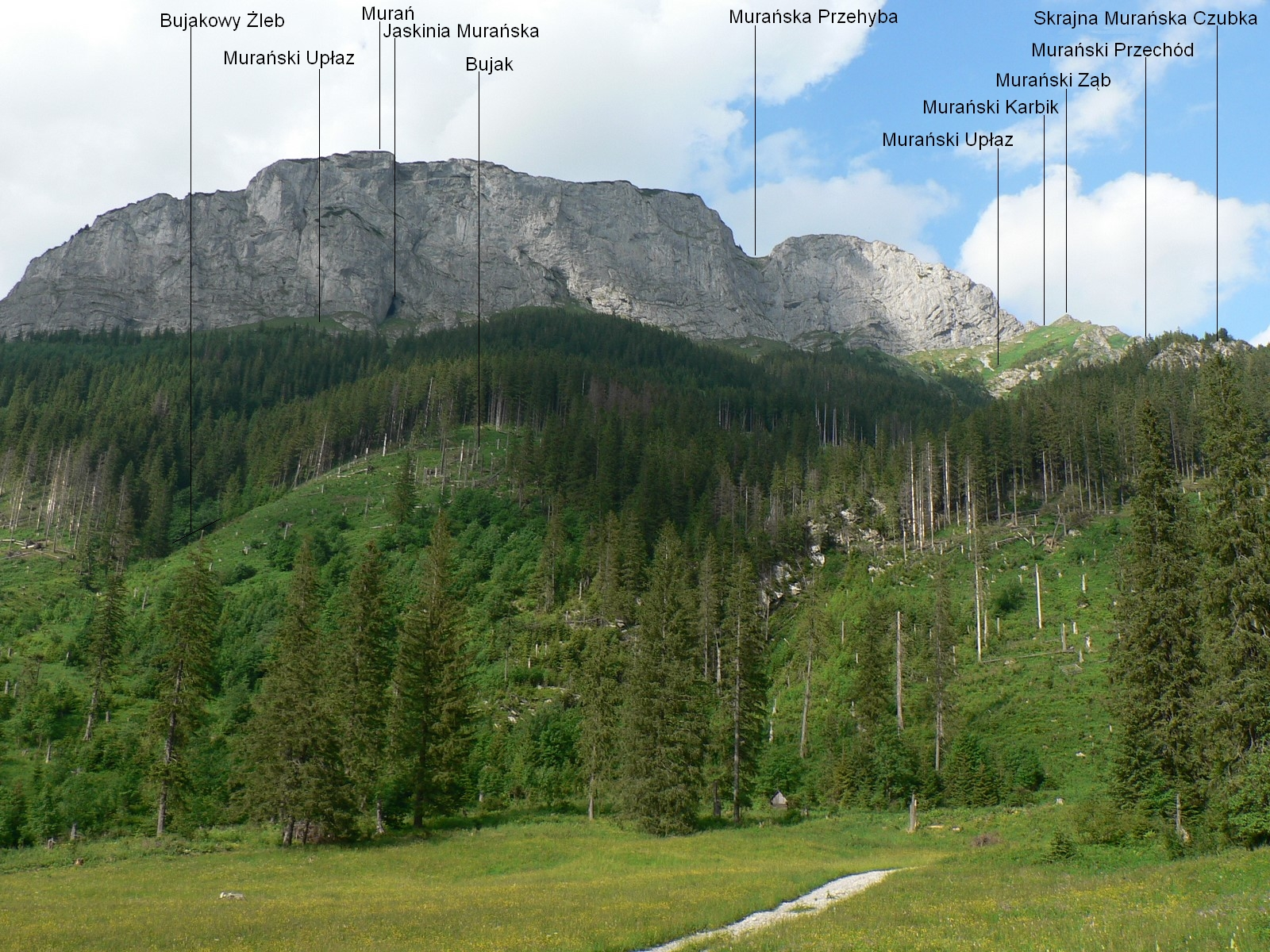
Widok na Bujaka i Murań z Polany pod Muraniem

Bujak (słow. Bujak) – grzęda opadająca z głównej grani Tatr Bielskich na Polanę pod Muraniem w słowackich Tatrach Bielskich. Wyrasta ze Skrajnej Murańskiej Czubki i opada w kierunku południowo-zachodnim, oddzielając Bujakowy Żleb (po zachodniej stronie) od Stefanowej Doliny (po wschodniej stronie). W najwyższej części jest to tylko trawiasta wypukłość, niżej przechodzi w wyraźną, porośniętą kosodrzewiną i lasem grzędę. W środkowej części, po orograficznie lewej stronie grzbiet ten podcięty jest pasem pionowych ścian zbudowanych głównie ze skał krzemianowych. W zbudowanych ze skał węglanowych Tatrach Bielskich jest to osobliwość, na którą zwrócił uwagę już Stanisław Sokołowski w 1948 roku.
W środkowej części Bujaka, na wysokości około 1540 m znajduje się Bujakowa Płaśń, a na niej jedna z najładniej położonych chatek Tatrzańskiego Parku Narodowego. Z Polany pod Muraniem lasem Bujaka prowadzi do niej wygodna, mało stroma ścieżka. Poniżej chatki na wysokości około 1360 m znajduje się skrzyżowanie ścieżek. Ścieżki te są staranie utrzymane i w wielu miejscach wzmocnione murkami. Powyżej Bujakowej Płaśni grzęda robi się bardziej stroma, jej grzbietowe partie mają postać grzebienia z kilkoma skalnymi uskokami.